# Juan Ramón Calvo Rodríguez
Juan Ramón Calvo Rodríguez (* 1. September 1982 in Madrid), auch bekannt als Juanra, ist ein spanischer Futsalspieler, der derzeit bei ETO Futsal Győr in der ersten ungarischen Futsalliga unter Vertrag ist. Im UEFA-Futsal-Cup debütierte er am 10. Oktober 2002 beim 6:1-Erfolg von Inter Movistar gegen Chorzów. Sein Debüt in der Selección gab er am 19. März 2009 im Spiel gegen Moldawien, das Spanien mit 7:0 gewann. Bei der Futsal-Europameisterschaft 2010 holte er mit Spanien den Titel.

## Erfolge
- 1 Spanische Liga (2001/02)
- 2 Spanischer Supercup (2001/02, 2008/09)
- 1 Spanischer Pokal (2008/09)
- 1 UEFA-Futsal-Cup (2009)
- 1 Madrid-Cup (2006)
- 1 Bester Ala LNFS (2006/07)
- 1 Futsal-Europameister (2010)
- 1 Mitropacup (2016)